# Wacław Zbyszewski
Wacław Alfred Zbyszewski h. Topór, ps. „W.A.Z.” (ur. 2 maja 1903 w Bokijówce, zm. 2 lipca 1985 w Paryżu) – polski dziennikarz i publicysta.

## Życiorys
Urodził się w ziemiańskiej rodzinie Mariana Alfreda Zbyszewskiego h. Topór (1871–1944) i Katarzyny z Żeromskich h. Bończa (1879–1932). Brat Karola, Zofii (ur. 1906) i N. (ur. 1908). Po dzieciństwie spędzonym w rodzinnym majątku, w 1915 wraz z rodzicami zamieszkał w Kijowie, gdzie rozpoczął naukę szkolną, w roku 1919 przeniósł się do Warszawy. Po ukończeniu w 1921 roku warszawskiego gimnazjum im. Stanisława Staszica studiował prawo i ekonomię na Uniwersytecie Jagiellońskim, gdzie obronił także pracę doktorską.
W 1923 roku zadebiutował jako publicysta w dzienniku „Czas”. Publikował też w wileńskim dzienniku „Słowo” i warszawskim dwutygodniku „Bunt Młodych”.
Od roku 1924 pracował w Ministerstwie Spraw Zagranicznych. W latach 1926–1927 był pracownikiem kontraktowym w Departamencie Polityczno-Ekonomicznym. Następnie przebywał m.in. w placówkach konsularnych w Paryżu (1927–1928), Nowym Jorku (1928–1931) i Tokio (1931–1933). W końcu roku 1933 odszedł ze służby dyplomatycznej. W latach 1935–1939 pracował w Banku Polskim. W roku 1939 został korespondentem dziennika „Słowo” w Londynie i tam pozostał na stałe. Po wybuchu II wojny światowej rozpoczął pracę w polskiej sekcji radia BBC. Pracował też w Ministerstwie Informacji i Dokumentacji rządu RP na uchodźstwie.
Po wojnie pozostał na emigracji, współpracował z monachijskim oddziałem rozgłośni Głos Ameryki, „Dziennikiem Polskim i Dziennikiem Żołnierza” oraz z miesięcznikiem „Kultura”, był paryskim korespondentem Rozgłośni Polskiej Radia Wolna Europa. Prowadził ożywioną korespondencję z przedstawicielami polskiej emigracji. Zachowane listy stanowią cenne źródło historyczne. Mimo doskonałej znajomości wielu języków obcych publikował wyłącznie w języku polskim.
Zmarł w Paryżu 2 lipca 1985 roku.

## Wybrane publikacje
- Polityka Komitetu Finansowego Ligi Narodów, z przedmową Adama Krzyżanowskiego, Kraków: Towarzystwo Ekonomiczne 1927.
- John Kostanecki, Warszawa: Dośw. Prac. Graf. Salez. Szk. Rzem. 1938.
- Zagubieni romantycy i inni, Paryż – Warszawa: Instytut Literacki – „Pomost” 1992, ISBN 83-85521-01-1.
- Gawędy o ludziach i czasach przedwojennych, wybór, wstęp i oprac. Andrzej Garlicki, Warszawa: „Czytelnik” 2000.